# Ectropis bispinaria
Ectropis bispinaria är en fjärilsart som beskrevs av Achille Guenée 1858. Ectropis bispinaria ingår i släktet Ectropis och familjen mätare. Inga underarter finns listade i Catalogue of Life.